# Вирусный обман
Вирусный обман, ложный вирус, вирусная мистификация — это сообщение, предупреждающее получателей о несуществующем компьютерном вирусе или иной угрозе. Сообщение обычно представляет собой разновидность письма счастья, и побуждает переслать его всем, кого знает получатель.

## Разновидности и идентификация
Многие такие мистификации легко отличить по сенсационности того, что вирус будет делать с компьютером получателя (например поджечь компьютер или разрушить жёсткий диск). Предлагаются вниманию получателя и менее сенсационные угрозы, типа удаления всей информации.
Текст может содержать поддельные объявления, якобы исходящие от авторитетных компьютерных организаций и крупных средств массовой информации. Это придаёт мистификации некоторое правдоподобие. Как правило, предупреждения используют эмоциональный язык, подчеркивают срочный характер угрозы и побуждают читателей как можно скорее переслать сообщение другим людям.
Сами по себе вирусные мистификации обычно безвредны и не приносят ничего, кроме раздражения людей, вынужденных изучать текст сообщения, особенно если он исходит от значимой для получателя персоны. И тратят время людей, пересылающих сообщение.
Однако ряд таких рассылок предупреждают пользователей о якобы вредоносном конкретном файле, на самом деле — жизненно важном для работы ОС и побуждают его удалить, тем самым пользователь собственными действиями повреждает операционную систему. Таковы Вирусный обман jdbgmgr.exe и SULFNBK.EXE.
Некоторые исследователи считают вирусные мистификации и другие электронные письма счастья компьютерными червями сами по себе, несмотря на то, что их воспроизведение использует социальную инженерию — эксплуатируя озабоченность пользователей, невежество, лень, невнимательность и нежелание исследовать, прежде чем действовать.
Вирусные обманы следует отличать от компьютерных розыгрышей, которые представляют собой безвредные программы, выполняющие нежелательные и раздражающие действия на компьютере, такие как случайное перемещение мыши, переворачивание экрана вверх ногами, демонстрируют ползающих по экрану насекомых и т. д.

## Действия
Специалисты по антивирусам считают, что получатели должны удалять вирусные обманы при их получении, а не пересылать их и не предпринимать никаких описанных в их тексте действий.
Mcaffee:

Мы советуем пользователям, получившим такое электронное письмо, удалить его и не передавать дальше, поскольку именно так распространяется вирусный обман.
Оригинальный текст (англ.)We are advising users who receive the email to delete it and DO NOT pass it on as this is how an email HOAX propagates.

F-Secure:

Не пересылайте мистификационные сообщения.
Предупреждения об обмане — это, как правило, пугающие предупреждения, запускаемые злонамеренными людьми и передаваемые невинными людьми, которые думают, что они помогают сообществу, распространяя предупреждение.
Корпоративные пользователи могут избавиться от проблемы мистификации, строго соблюдая правила компании: конечные пользователи не должны пересылать вирусные сигналы тревоги. Действия по таким угрозам — не прерогатива конечного пользователя. Если такое сообщение получено, конечные пользователи могут переслать его в ИТ-отдел, но не кому-либо ещё.
Оригинальный текст (англ.)Do not forward hoax messages.

Hoax warnings are typically scare alerts started by malicious people – and passed on by innocent individuals that think they are helping the community by spreading the warning.

Corporate users can get rid of the hoax problem by simply setting a strict company guideline: End users must not forward virus alarms. Ever. It's not the job of an end user anyway. If such message is received, end users could forward it to the IT department but not to anyone else.

## Сравнение
| Название                                                 | другие названия                                    | Откуда                                                                            | Автор                                                                     | Описание |
| -------------------------------------------------------- | -------------------------------------------------- | --------------------------------------------------------------------------------- | ------------------------------------------------------------------------- | --- |
| Antichrist                                               | (none)                                             | Монмут(uk)                                                                        | Dylan Nicholas                                                            | Предупреждение о вирусе, обнаруженном Microsoft и McAfee под названием «Антихрист». Утверждало, что при открытии письма в электронной почте с темой: «SURPRISE?!!!!!!!!!!» вирус устанавливается, а затем уничтожает нулевой сектор жесткого диска, делая его непригодным для использования. |
| Чёрный в Белом Доме                                      | Чёрный Мусульманин в Белом Доме                    |                                                                                   |                                                                           | Письмо счастья, стартовавшее около 2006 года. Начинается предупреждения о вирусе, который прячется во вложении с надписью Black in Whitehouse или что-то подобное. Говорится, что если пользователь откроет его, то он откроет олимпийский факел, который сжигает диск C. |
| Budweiser Frogs                                          | BUDSAVER.EXE                                       | неизвестно                                                                        | неизвестно                                                                | Предположительно он сотрёт жёсткий диск пользователя и украдёт его экранное имя и пароль. |
| Хорошие времена                                          |                                                    | неизвестно                                                                        | неизвестно                                                                | Рассылка стартовала в 1994 году. Утверждалось, что вирус передавался по электронной почте с заголовком темы «Good Times» или «Goodtimes», и предупреждение рекомендовало удалять любое такое письмо непрочитанным. Вирус, описанный в предупреждениях, не существовал, но сами предупреждения были, по сути, вирусоподобными. |
| Invitation attachment (computer virus hoax)              | (Allright now/I’m just sayin)                      | Michiana Shores, Long Beach, Jamestown Manor, Michigan City (IN), Schaumburg (IL) | Jim Flanagan                                                              | Спам по электронной почте в 2006 году, который советовал пользователям компьютеров удалить электронное письмо с любым типом вложения, в котором было указано «приглашение», потому что это компьютерный вирус. Другой вариант текста известен также как ложный вирус Олимпийского огня. |
| Jdbgmgr.exe                                              | (bear.a)                                           | неизвестно                                                                        | неизвестно                                                                | Спам электронной почты в 2002 году, который советовал пользователям компьютеров удалить файл с именем jdbgmgr.exe потому что это был компьютерный вирус. Этот файл имел иконку плюшевого мишки (en:Microsoft Bear), на самом деле был действительным файлом Microsoft Windows, регистратором отладчика для Java (также известным как Java Debug Manager. Его удаление, как правило, не нарушало никак работу ОС конечного пользователя, но отдельные программы, использующие Java, могли не работать после этого удаления.                      |
| Вирус "life is beautifull"                               | Life is wonderful                                  | неизвестно                                                                        | Предположительно, хакер с псевдонимом «владелец жизни» или «Доно да вида» | Стартовал примерно в январе 2001 года в Бразилии. Это было предупреждение о файле, прикреплённом к электронной почте. Файл предположительно назывался «Life is beautiful.pps» или «La vita è bella.pps». Рассылка снова стала активной в конце 2009 года и с тех пор периодически возобновляется по электронной почте и через Facebook. В некоторых случаях в тексте ложной электронной почты сообщается, что вирус был создан человеком с кодовым именем «владелец жизни», который предъявляет иск Microsoft в суде за нарушение патента.      |
| NVISION DESIGN, INC. games ("Frogapult, " «Elf Bowling») | Упоминалась также другая игра этой фирмы «Y2KGame» | неизвестно                                                                        | неизвестно                                                                | Упоминаемые в текстах предупреждений программы были настоящими, законными компьютерными играми; автор утверждал, что они были вирусами, которые «уничтожат» жесткий диск пользователя на Рождество. |
| Олимпийский факел                                        | Открытка, открытка от Hallmark                     | неизвестно                                                                        | неизвестно                                                                | Стартовал в феврале 2006 года. Предупреждает получателей о недавней вспышке вирусов «Олимпийского огня», содержащихся в электронных письмах под названием «Приглашение», которые стирают жесткий диск компьютера пользователя при открытии. Также утверждается, что вирус признан (в другом варианте текста — только «будет признан» такими авторитетными источниками, как CNN, McAfee и Microsoft, как один из самых опасных вирусов. |
| SULFNBK.EXE предупреждение                               |                                                    | неизвестно                                                                        | неизвестно                                                                | Стартовал в начале 2000-х. SULFNBK.EXE — короткое имя утилиты резервного копирования и восстановления длинного имени файла — внутреннего компонента системы Windows 98 и Windows Me. Утверждалось, что SULFNBK.EXE был вирусом, письмо содержало инструкции по его нахождению и удалению. Несмотря на то, что инструкции были рабочими, в большинстве случаев это не имело никаких последствий. В отдельных редких случаях, при необходимости восстановить длинные имена файлов из резервной копии, это приводило к проблемам для пользователя. |

## Мошенничество от имени техподдержки
Вирусный обман, сообщение о якобы существующем на компьютере пользователя вирусе также применяется мошенниками, притворяющимися технической поддержкой провайдера, к которому подключён пользователь, или технической поддержкой фирм Майкрософт, Apple и других.
Так, в 2008 году начала действовать телефонная афера, управляемая из колл-центров, базирующихся в Калькутте, Индия. Пострадавшему указывают его имя и адрес, а затем говорят: «Вам звонит представитель корпорации Майкрософт (или „сервисный центр Windows“ или „технический отдел Windows“). Мы получили сообщение от вашего интернет-провайдера о серьёзных вирусных проблемах с Вашего компьютера Windows.» Затем жертва получает указание открыть Средство просмотра событий Windows, которое отображает явно критические предупреждения, и направляется на веб-сайт для загрузки приложения, позволяющего мошеннику удаленно управлять компьютером жертвы. Звонивший якобы исправляет неполадки и требует плату за услугу. В дополнение к мошенническому гонорару этот процесс обычно позволяет загрузить вредоносное ПО на компьютер жертвы.

## Пародии
Вирусная мистификация стала частью культуры XXI века, и доверчивость начинающих пользователей компьютеров, удаляющих файлы под влиянием такого обмана, была спародирована в нескольких популярных шутках и песнях.
Одной из таких известных пародий является песня Странного Эла Янковича «Virus Alert» с альбома Straight Outta Lynwood. Песня высмеивает преувеличенные утверждения, которые делаются в вирусных обманах, такие как законное изменение вашего имени или открытие разрыва во времени и пространстве.
Ещё одной пародией на вирусный обман стали шутливые письма счастья, предлагающие получателю письма самостоятельно разослать письмо дальше, а на своём компьютере что нибудь испортить.
Самое первое название такой пародии в английском языке стало Амиш, в русскоязычном пространстве использовались национальные и иные уничижительные прилагательные. Ручной вирус, белокурый компьютерный вирус, Ирландский Компьютерный вирус и многие другие.
Это шутливое электронное письмо утверждает, что его автором являются амиши или другие подобные низкотехнологичные группы населения, которые не имеют компьютеров, навыков программирования или электричества для создания вирусов и поэтому просят пользователей вручную удалить содержимое своего жесткого диска после пересылки сообщения своим друзьям.
Tuxissa — это ещё одна пародия на вирусный обман. Действует якобы по технологии вируса Melissa, но с целью установки Linux на компьютер жертвы без разрешения владельца.
Распространялась по электронной почте с заголовком «Important Message About Windows Security». Утверждалось, что он сначала распространит вирус на другие компьютеры, а затем загрузит урезанную версию Slackware и распакует её на жесткий диск. Якобы в конце этой распаковки выдавалось сообщение, что реестр Windows окончательно удален, а параметры загрузки изменены. После перезагрузки пользователь якобы получал приглашение входа в систему Linux, где «все проблемы безопасности Windows решаются одним махом».